# Diamant (raketa)
Diamant byla první francouzská nosná raketa a zároveň první nosná raketa nepostavená Spojenými státy ani Sovětským svazem. Raketa vycházela z armádního programu Pierres précieuses (francouzsky drahokam) a stala se základem pro vývoj dalších evropských nosných raket. První start se uskutečnil z kosmodromu Hammaguir 26. listopadu 1965. Celkem se uskutečnilo 12 startů a roku 1975 Francie svůj program ukončila a zaměřila se na společný evropský projekt Ariane. Nejvýznamnějším nákladem byl hned ten první. Družice Astérix byla první francouzskou umělou družicí a Francie se tak stala po USA a SSSR třetí zemí, která vypustila vlastní satelit pomocí vlastní rakety. Diamant byl používán ve třech verzích. Nosnost byla přibližně 160 kilogramů na nízkou oběžnou dráhu ve výšce 200 kilometrů.

## Tabulka letů
| Datum             | Typ         | Kosmodrom | Náklad        | Poznámky                                                           |
| ----------------- | ----------- | --------- | ------------- | ------------------------------------------------------------------ |
| 26. listopad 1965 | Diamant A   | Hammaguir | Astérix       |                                                                    |
| 17. únor 1966     | Diamant A   | Hammaguir | Diapason      |                                                                    |
| 8. únor 1967      | Diamant A   | Hammaguir | Diadème 1     | Částečné selhání, dosažena nižší oběžná dráha, než bylo plánováno. |
| 15. únor 1967     | Diamant A   | Hammaguir | Diadème 2     |                                                                    |
| 10. březen 1970   | Diamant B   | Kourou    | Mika/Wika     |                                                                    |
| 12. prosinec 1970 | Diamant B   | Kourou    | Péole         |                                                                    |
| 15. duben 1971    | Diamant B   | Kourou    | Tournesol     |                                                                    |
| 6. prosinec 1971  | Diamant B   | Kourou    | Polaire       | Selhání druhého stupně.                                            |
| 21. květen 1972   | Diamant B   | Kourou    | Castor/Pollux | Porucha při odhození aerodynamického krytu nákladu.                |
| 6. únor 1975      | Diamant BP4 | Kourou    | Starlette     |                                                                    |
| 17. květen 1975   | Diamant BP4 | Kourou    | Castor/Pollux |                                                                    |
| 27. září 1975     | Diamant BP4 | Kourou    | Aura          |                                                                    |